# Hidenori Horikoshi
Hidenori Horikoshi –en japonés, 堀越 英範, Horikoshi Hidenori– es un deportista japonés que compitió en judo. Ganó una medalla de plata en los Juegos Asiáticos de 1994, en la categoría de –78 kg.

## Palmarés internacional
| Juegos Asiáticos | Juegos Asiáticos  | Juegos Asiáticos | Juegos Asiáticos |
| Año              | Lugar             | Medalla          | Categoría        |
| ---------------- | ----------------- | ---------------- | ---------------- |
| 1994             | Hiroshima (Japón) | Medalla de plata | –78 kg           |